# Leonardo Tricarico
Leonardo Tricarico (Tione di Trento, 9 settembre 1942) è un generale e aviatore italiano, che ha ricoperto l'incarico di Capo di stato maggiore dell'Aeronautica Militare tra il 5 agosto 2004 e il 19 settembre 2006. La parte più significativa della sua carriera di aviatore lo vide totalizzare 3000 ore di volo esclusivamente su velivoli monoposto da caccia e da addestramento. Il 5 agosto 2005 ha conseguito l'abilitazione di pilotaggio del cacciabombardiere Aeritalia-Aermacchi AMX. Ha frequentato il corso normale e quello superiore presso la Scuola di guerra aerea di Firenze.

## Biografia
Dopo aver conseguito il diploma di maturità classica presso il Liceo Frezzi di Foligno, si è arruolato nell'Aeronautica Militare nel 1961, iniziando a frequentare l'Accademia Aeronautica, corso "Zodiaco 2°", prima a Nisida e poi a Pozzuoli, uscendone nel 1964 con il grado di sottotenente (dal 16 settembre 1963) pilota in servizio permanente effettivo. In forza al 2º Stormo di Treviso è promosso tenente il 16 marzo 1965, e capitano il 16 marzo 1967. Dal 1967 al 1970 presta servizio presso le Scuole di volo basico e avanzato aviogetti di Lecce e Amendola, assumendo nel 1968 il comando della 412ª Squadriglia S.V.B.A.A. di base nell'aeroporto di Foggia-Amendola. Assegnato nel 1970 al 4º Stormo Caccia di stanza nell'aeroporto di Grosseto, e promosso maggiore il 1 gennaio 1972, e tenente colonnello il 1º gennaio 1973. Nel 1975 assume il comando del 9º Gruppo del 4º Stormo, e nel 1977, al termine dell'attività operativa di volo, diviene Ufficiale di Stato maggiore, assegnato nel 1979 presso il 3º Reparto Operazioni dello Stato maggiore dell'Aeronautica, dove rimane sino al 1981. Promosso colonnello il 31 dicembre 1981, tra l'anno successivo e il 1984 opera in Perù, per conto del locale governo, come Istruttore di tattiche e tiro presso la FAP. Ritornato in Patria assume il comando del 5º Stormo Caccia "Giuseppe Cenni" di Rimini, mantenendolo sino al 1985 quando ritorna presso lo Stato maggiore come Capo Ufficio nel Settore Intelligence, rimanendovi fino al 1989.
Diviene generale di brigata aerea il 31 dicembre 1989, nominato Addetto Aeronautico e per la Difesa presso l'Ambasciata d'Italia a Bonn, nel periodo della riunificazione delle due Germanie. Nel 1992 ritorna presso lo Stato maggiore come Capo Reparto nel settore delle Relazioni Esterne, rimanendovi fino al 1995, quando è promosso generale di divisione aerea (2 ottobre).
Divenuto comandante dell'Accademia Aeronautica di Pozzuoli, è promosso generale di squadra aerea il 1º luglio 1998, e poi diviene Ispettore delle Forze Aeree. Nel 1999 assume il comando della V ATAF e del COFA di Vicenza,  e poche settimane dopo iniziò il conflitto nei Balcani durante il quale ricoprì l'incarico di Comandante operativo delle Forze Aeree Italiane partecipanti al conflitto nonché quello di Vice Comandante di tutta la Forza Multinazionale impiegata nelle operazioni belliche.
Al termine delle operazioni diviene Consigliere Militare del Presidente del Consiglio dei Ministri Massimo D'Alema, mantenendo tale incarico anche sotto i governi di Giuliano Amato e Silvio Berlusconi. Lo stesso Presidente del Consiglio, per dare più concretezza alle attività di coordinamento interministeriale, lo nominò Presidente del Nucleo Politico Militare (Unità di Crisi), Presidente del Comitato di Coordinamento Interministeriale per la Sicurezza dei Trasporti e delle Infrastrutture (COCIST) e Presidente del Gruppo di Lavoro Interministeriale per il Coordinamento delle Esportazioni dei Materiali per la Difesa (GLICED).
Il 5 agosto 2004 diviene Capo di stato maggiore dell'Aeronautica Militare italiana, incarico che mantiene fino al 19 settembre 2006. Messo in congedo diviene successivamente Presidente della Fondazione Icsa.